# ユナイテッド・シティFC
ユナイテッド・シティFC（英: United City Football Club）は、フィリピンの西ネグロス州バコロドをホームタウンとするサッカークラブ。2012年にバス運行会社を経営するレオ・レイ・ヤンソン (Leo Rey Yanson) によってセレス・ラサールFC (Ceres La Salle Football Club) として創設され、後にセレス・ネグロスFC（英: Ceres-Negros Football Club）のクラブ名で活動した。クラブ名のセレスはバス路線のセレスライナーに、ネグロスは州名に、旧々名のラサールはバコロドにあるセント・ラサール大学にそれぞれ由来する。
2017年から創設されたフィリピン・フットボールリーグを3年連続で優勝している強豪クラブであり、所属しているフィリピン人選手の多くがサッカーフィリピン代表に選出されている。
COVID-19による経済的影響により、2020年にオーナーのヤンソンがクラブをスポーツマーケティング会社のMMCスポーツアジアに売却し、チーム名を改めている。

## 歴史
2014シーズンはユナイテッド・フットボールリーグ・ディヴィジョン2（2部リーグ）で初優勝し、ユナイテッド・フットボールリーグに昇格した。2013-14シーズンのPFF全国男子クラブ選手権決勝でグローバルFCに2戦合計3-1で勝利し、連覇を達成した。また、UFL FAリーグカップ決勝でもグローバルFCに2-1で勝利し、AFCカップ2015・プレーオフ出場権を獲得した。
2018年、AFCチャンピオンズリーグ2018予選1回戦でミャンマーのシャン・ユナイテッドFCを下し、続く予選2回戦でオーストラリアのブリスベン・ロアーFCを3-2で破ってプレーオフに進出した。プレーオフでは中国の天津権健に敗れ、グループステージ進出はならなかった。
2019年、5月2日時点のAFCクラブランキングで31位まで上昇し、タイのブリーラム・ユナイテッドFCを抜いてASEAN地域のクラブで最上位となった。
2020年、AFCチャンピオンズリーグ2020予選でシャン・ユナイテッドFCとタイのポートFCを相次いで下してプレーオフに進出。プレーオフでは日本のFC東京に0-2で敗れたものの、ブリーラム・ユナイテッドFCも中国の上海上港集団足球倶楽部に敗れたため、1月29日時点のAFCクラブランキングでブリーラムを再び抜いて25位にランクインした。
2020年7月、クラブのオーナー兼会長であるレオ・レイ・ヤンソンが辞任し、クラブ売却に向けた交渉を開始したことを明らかにした。その後、アラブ系フィリピン人が運営するスポーツマーケティング会社で、2019年にグローバルFCの実質的なオーナーとしてリーグに参加していたMMCスポーツアジア（英: MMC Sportz Asia）が新たな経営者となったこと、クラブ名をユナイテッド・シティFC（英: United City Football Club）に改めること、大半の選手が残留することが明らかにされた。
2021年。AFCチャンピオンズリーグ2021にストレートイン。グループIに組み分けられた。同組は川崎フロンターレ、北京FC、大邱FCの各クラブ。

## タイトル
- ユナイテッド・フットボールリーグ・ディヴィジョン2 優勝 (1) : 2014
- ユナイテッド・フットボールリーグFAリーグカップ（英語版） 優勝 (1) : 2014
- PFF全国男子クラブ選手権（英語版） 優勝 (2) : 2012-13, 2013-14
- フィリピン・フットボールリーグ 優勝 (3) : 2017, 2018, 2019
- コパ・パウリーノ・アルカンタラ 優勝 (1) : 2019

## アジアの成績
| 年度 | 大会                    | ラウンド               | 対戦クラブ                               | ホーム               | アウェー             | 合計    |
| ---- | ----------------------- | ---------------------- | ---------------------------------------- | -------------------- | -------------------- | ------- |
| 2014 | AFCプレジデンツカップ   | グループB              | 鯉明水体育団                             | 2-2                  | 2-2                  | 3位     |
| 2014 | AFCプレジデンツカップ   | グループB              | 大同足球隊                               | 2-0                  | 2-0                  | 3位     |
| 2014 | AFCプレジデンツカップ   | グループB              | HTTUアシガバート                         | 1-2                  | 1-2                  | 3位     |
| 2015 | AFCカップ               | プレーオフ             | マジヤS&RC                               | 0-1                  | 0-1                  |         |
| 2016 | AFCカップ               | グループE              | セランゴールFC                           | 2-2                  | 0-0                  | 1位     |
| 2016 | AFCカップ               | グループE              | シェイク・ジャマル・ダンモンディ・クラブ | 5-0                  | 2-0                  | 1位     |
| 2016 | AFCカップ               | グループE              | タンピネス・ローバース                   | 2-1                  | 1-1                  | 1位     |
| 2016 | AFCカップ               | ベスト16               | 南華足球隊                               | 0-1 (延長)           | 0-1 (延長)           |         |
| 2017 | AFCカップ               | グループG              | ハノイT&T                                | 6-2                  | 1-1                  | 1位     |
| 2017 | AFCカップ               | グループG              | タンピネス・ローバース                   | 5-0                  | 4-2                  | 1位     |
| 2017 | AFCカップ               | グループG              | FELDAユナイテッド                        | 0-0                  | 0-3                  | 1位     |
| 2017 | AFCカップ               | ASEAN地区準決勝        | ジョホール・ダルル・タクジム             | 2-1                  | 2-3                  | 4-4 (a) |
| 2017 | AFCカップ               | ASEAN地区決勝          | ホーム・ユナイテッド                     | 2-0                  | 1-2                  | 3-2     |
| 2017 | AFCカップ               | 地区間プレーオフ準決勝 | イスティクロル                           | 1-1                  | 0-4                  | 1-5     |
| 2018 | AFCチャンピオンズリーグ | 予選1回戦              | シャン・ユナイテッド                     | 1-1 (延長) (3 - 4 p) | 1-1 (延長) (3 - 4 p) |         |
| 2018 | AFCチャンピオンズリーグ | 予選2回戦              | ブリスベン・ロアー                       | 3-2                  | 3-2                  |         |
| 2018 | AFCチャンピオンズリーグ | プレーオフ             | 天津権健                                 | 0-2                  | 0-2                  |         |
| 2018 | AFCカップ               | グループF              | ボーウング・ケット・アンコール           | 9-0                  | 4-0                  | 2位     |
| 2018 | AFCカップ               | グループF              | ホーム・ユナイテッド                     | 0-2                  | 1-1                  | 2位     |
| 2018 | AFCカップ               | グループF              | シャン・ユナイテッド                     | 1-0                  | 2-0                  | 2位     |
| 2018 | AFCカップ               | ASEAN地区準決勝        | ヤンゴン・ユナイテッド                   | 4-2                  | 2-3                  | 6-5     |
| 2018 | AFCカップ               | ASEAN地区決勝          | ホーム・ユナイテッド                     | 1-1                  | 0-2                  | 1-3     |
| 2019 | AFCチャンピオンズリーグ | 予選1回戦              | ヤンゴン・ユナイテッド                   | 1-2                  | 1-2                  |         |
| 2019 | AFCカップ               | グループG              | シャン・ユナイテッド                     | 3-2                  | 5-0                  | 1位     |
| 2019 | AFCカップ               | グループG              | ベカメックス・ビンズオン                 | 0-1                  | 3-1                  | 1位     |
| 2019 | AFCカップ               | グループG              | プルシジャ・ジャカルタ                   | 1-0                  | 3-2                  | 1位     |
| 2019 | AFCカップ               | ASEAN地区準決勝        | ハノイT&T                                | 1-1                  | 1-2                  | 2-3     |
| 2020 | AFCチャンピオンズリーグ | 予選1回戦              | シャン・ユナイテッド                     | 3-2                  | 3-2                  |         |
| 2020 | AFCチャンピオンズリーグ | 予選2回戦              | ポート                                   | 1-0                  | 1-0                  |         |
| 2020 | AFCチャンピオンズリーグ | プレーオフ             | FC東京                                   | 0-2                  | 0-2                  |         |
| 2020 | AFCカップ               | グループG              | スヴァイリエン                           | 4-0                  | 中止                 | 1位     |
| 2020 | AFCカップ               | グループG              | タン・クアンニン                         | 2-2                  | 中止                 | 1位     |
| 2020 | AFCカップ               | グループG              | バリ・ユナイテッド                       | 4-0                  | 中止                 | 1位     |
| 2021 | AFCチャンピオンズリーグ | グループI              | 北京                                     | 1-1                  | 3-2                  | 3位     |
| 2021 | AFCチャンピオンズリーグ | グループI              | 大邱FC                                   | 0-4                  | 0-7                  | 3位     |
| 2021 | AFCチャンピオンズリーグ | グループI              | 川崎フロンターレ                         | 0-2                  | 0-8                  | 3位     |
| 2022 | AFCチャンピオンズリーグ | グループG              | 全南ドラゴンズ                           | 0-1                  | 0-2                  | 4位     |
| 2022 | AFCチャンピオンズリーグ | グループG              | メルボルン・シティ                       | 0-3                  | 0-3                  | 4位     |
| 2022 | AFCチャンピオンズリーグ | グループG              | BGパトゥム・ユナイテッド                 | 1-3                  | 0-5                  | 4位     |